# Partit Comunista Treballador del Kurdistan
El Partit Comunista Treballador del Kurdistan (kurd: حزبی کۆمۆنستی کرێکاریی کوردستان, Hizbi Komonisti Krekari Kurdistan) és una organització política del Kurdistan del Sud fundada el 15 de març de 2008 en separar-se del Partit Comunista Treballador de l'Iraq. El seu líder és Osman Hajy Marouf. Publica una revista quinzenal anomenada "Octubre".
És partit germà del Partit Comunista Treballador de l'Iraq i del Partit Comunista Treballador de l'Iran-Hekmatista. La seva principal activitat és sindical.
El partit va tenir un paper protagonista a les protestes de 2011 a Suleymaniyah, en les que Nawzad Baban, membre del politburó, va ser un dels líders de les protestes, sent detingut amb altres membres del partit i alliberat després de diversos dies, Poc després de les protestes, el Partit Obrer-Comunista del Kurdistan va ser reconegut oficialment pel govern regional del Kurdistan, i en 2018, diversos membres del partit foren detinguts quan penjaven cartells que animaven el boicot a les eleccions del 30 de setembre. El rebutja obtenir qualsevol pressupost del govern.